# Doppelmayr
Doppelmayr és una empresa austríaca dedicada a la construcció de sistemes de transport per cable. Té la seu a Wolfurt, al Vorarlberg. És un dels principals constructors mundials de remuntadors, dels quals l'any 2003 n'havien instal·lat més de 8.000 arreu del món.
L'any 2002 adquirí la companyia suïssa Garaventa (també dedicada a la producció de remuntadors). Son volum de negoci per l'any fiscal 2004/2005 fou de 489,7 milions d'euros.
A les estacions d'esquí catalanes i andorranes bona part del parc de remuntadors és Doppelmayr (o Poma). Un exemple és el Funincamp, un funitel que enllaça Encamp amb la part superior de Grand Valira.